# Épagneul des Alpes
L'épagneul des Alpes est une race de chien éteinte, originaire de Suisse. Elle a été utilisée dans les sauvetages de montagne, lors des tempêtes de neige. C'était un grand chien au poil épais et bouclé. Ce chien est le prédécesseur du saint-bernard et de l'épagneul Clumber .

## Histoire
Entre 1800 et 1814, un chien nommé Barry a vécu comme chien de sauvetage à l'hospice du Grand-Saint-Bernard. Il a été assez célèbre à l'époque pour que son corps soit conservé au Musée d'histoire naturelle de Berne. Cependant lors de la conservation, le taxidermiste et le directeur du Musée sont convenus de modifier le corps vers ce qu'ils croyaient être un bon exemple de la race pendant cette période.

## Galerie

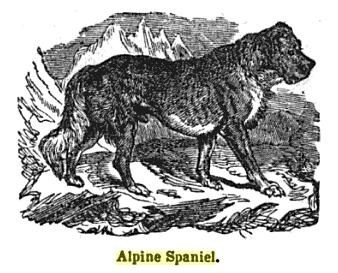
Épagneul des Alpes, dessin de 1848.
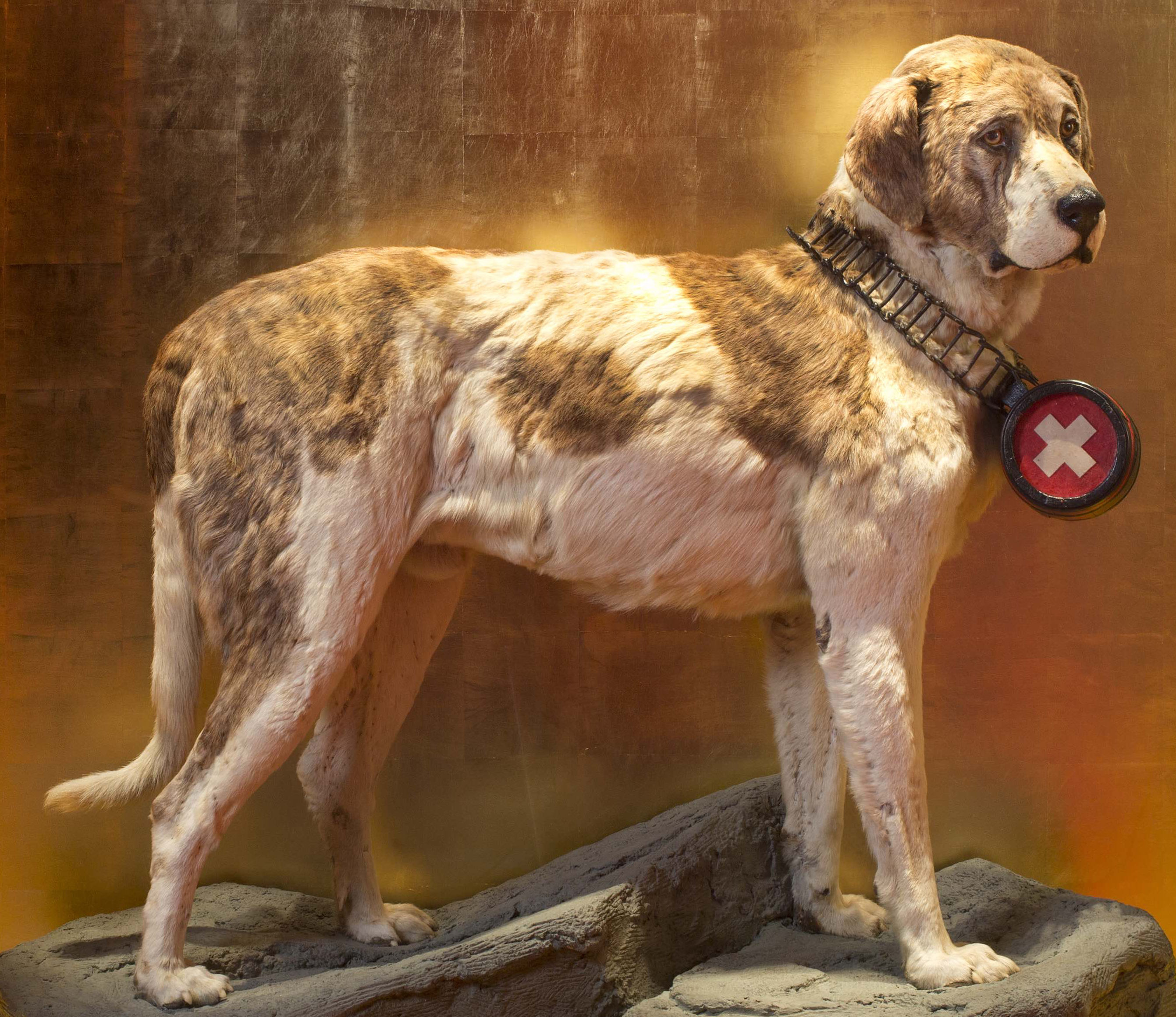
Musée d'histoire naturelle de Berne, Barry.
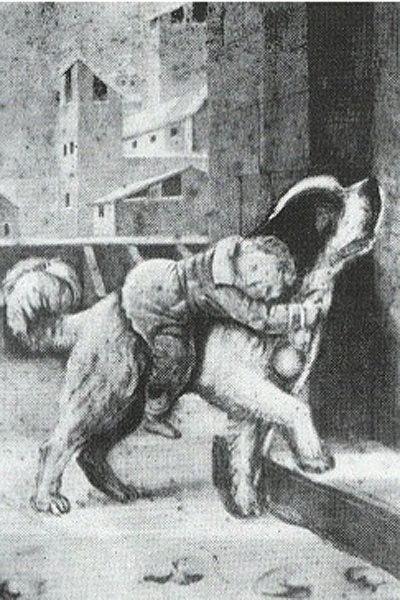
Ancienne carte postale avec Barry.
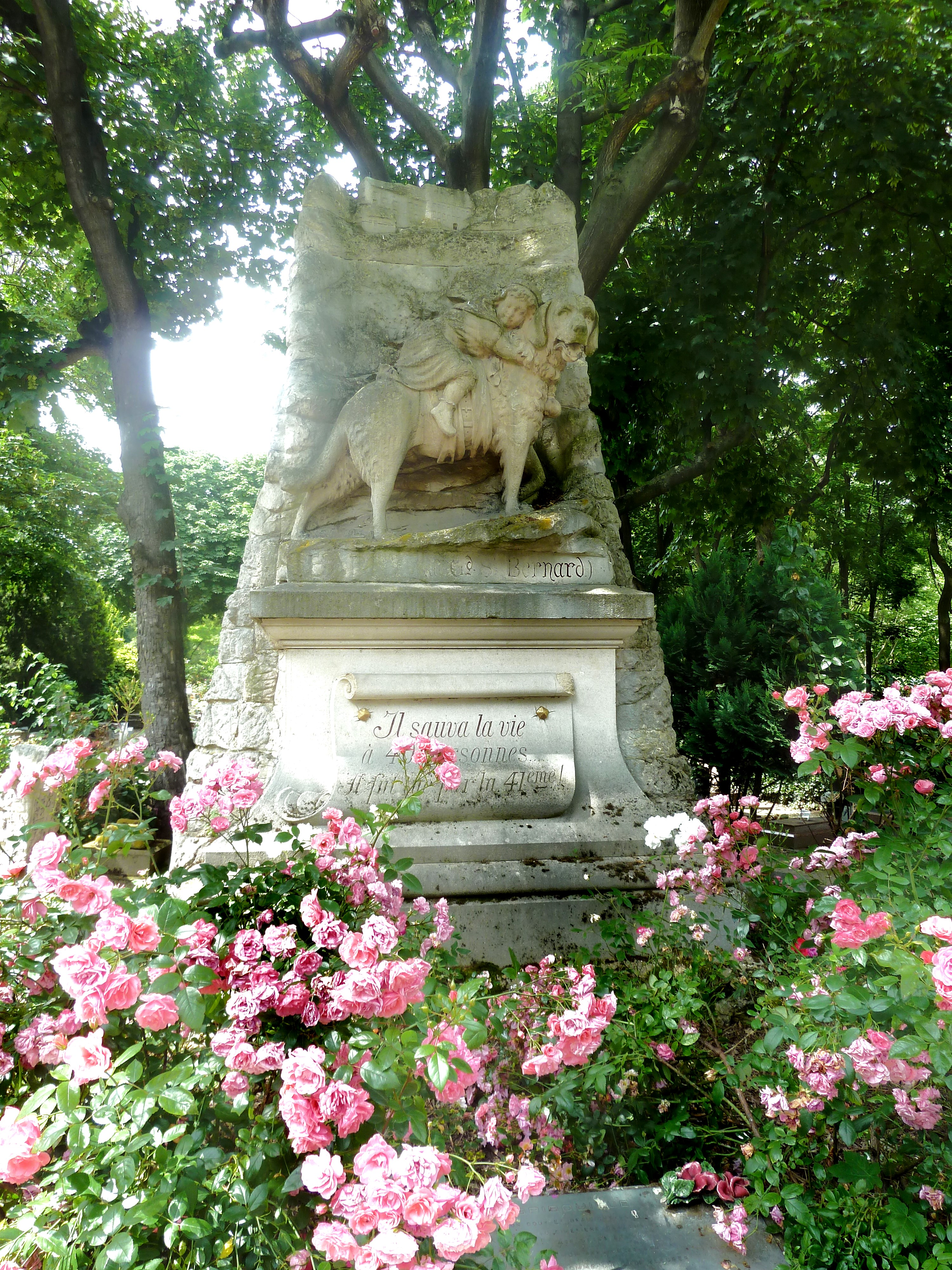
Tombe du chien Barry.